# Broadus
Broadus é uma cidade localizada no estado americano de Montana, no Condado de Powder River.

## Demografia
Segundo o censo americano de 2000, a sua população era de 451 habitantes. 
Em 2006, foi estimada uma população de 458, um aumento de 7 (1.6%).

## Geografia
De acordo com o United States Census Bureau tem uma área de 
0,8 km², dos quais 0,8 km² cobertos por terra e 0,0 km² cobertos por água. Broadus localiza-se a aproximadamente 923 m acima do nível do mar.

## Localidades na vizinhança
O diagrama seguinte representa as localidades num raio de 84 km ao redor de Broadus. 